# Neil Taylor
Pour les articles homonymes, voir Taylor.
Neil John Taylor, né le 7 février 1989 à St Asaph, est un footballeur international gallois qui évolue au poste de défenseur.

## Biographie

### Formation et Wrexham
Neil Taylor commence sa carrière à Manchester City en 1998, club qu'il quitte à l'âge de quinze ans. Il rejoint par la suite Wrexham où il signe son premier contrat professionnel en juillet 2007.
Le défenseur gallois est intégré à l'équipe première en début de saison 2007-2008 et prend part à vingt-sept matchs toutes compétitions confondues.

### Swansea City
Durant l'été 2010, libre de tout contrat, il signe à Swansea City. Lors de sa première saison, il participe à vingt-neuf rencontres de championnat à cause de plusieurs blessures et suspensions. Il est notamment absent pendant un mois et demi à la suite d'une entorse de la cheville et fait son retour sur les terrains le 19 février 2011. Il réalise une saison 2012-2013 pleine puisqu'il prend part à 38 matchs toutes compétitions confondues.
Le 1er septembre 2012, Taylor se fracture la cheville lors du match comptant pour la troisième journée de Premier League face à Sunderland (2-2). Après l'opération qui se déroule le soir même, les dirigeants du club gallois déclarent qu'« il devrait retrouver toutes ses capacités physiques, mais la gravité de la blessure signifie qu'il manquera l'intégralité de la saison ». Quelques mois plus tard, toujours blessé, il prolonge son contrat avec Swansea City jusqu'en juin 2016. Taylor fait finalement son retour à la compétition en avril 2013 lors de la défaite des Swans face à Chelsea (2-0). Le défenseur gallois, en concurrence avec Ben Davies, trouve peu de temps de jeu la saison suivante au cours de laquelle il ne dispute que dix rencontres de Premier League. Il retrouve finalement sa place de titulaire dès l'été 2014 à la suite du départ de Davies vers Tottenham. En juin 2015, Taylor prolonge son contrat avec Swansea jusqu'en 2019.

### Aston Villa
Le 31 janvier 2017, Neil Taylor s'engage pour quatre ans et demi avec Aston Villa.

### En sélection nationale
Après avoir représenté le pays de Galles en espoirs à treize reprises, Neil Taylor connaît sa première sélection en A le 23 mai 2010 à l'occasion d'un match face à la Croatie.
Le 2 juillet 2012, Taylor fait partie des dix-huit joueurs sélectionnés par Stuart Pearce pour disputer les Jeux olympiques de Londres avec la Grande-Bretagne. La sélection britannique est éliminée au stade des quarts de finale face à la Corée du Sud.
Fin mai 2016, Taylor est sélectionné dans la liste des vingt-trois joueurs qui disputent l'Euro 2016 en France. Il dispute l'intégralité des six rencontres disputées par la sélection galloise lors de la compétition, et inscrit son premier but avec le pays de Galles face à la Russie le 20 juin 2016 (0-3). Les Gallois terminent premiers de leur groupe devant l'Angleterre, la Russie et la Slovaquie mais échouent en demi-finale face au Portugal (2-0), futur vainqueur du tournoi.

### Carrière d'entraîneur
En mars 2023, Neil Taylor devient entraîneur adjoint de l'équipe du pays de Galles espoirs entraînée par Matt Jones.
En septembre 2023, il est nommé entraîneur du club émirati du Gulf United FC (en), qui évolue en deuxième division. Il conserve en parallèle son poste en sélection galloise espoirs. Cette première expérience en tant qu'entraîneur principal se conclue en août 2024.

## Statistiques
| Saison                | Club                  | Championnat           | Championnat | Championnat | Coupe(s) nationale(s) | Coupe(s) nationale(s) | Compétition(s) continentale(s) | Compétition(s) continentale(s) | Compétition(s) continentale(s) | Play-offs | Play-offs | Pays de Galles | Pays de Galles | Total | Total |
| Saison                | Club                  | Division              | M.          | B.          | M.                    | B.                    | Comp.                          | M.                             | B.                             | M.        | B.        | M.             | B.             | M.    | B.    |
| 2007-2008             | Wrexham FC            | League Two            | 26          | 0           | 1                     | 0                     | -                              | -                              | -                              | -         | -         | -              | -              | 27    | 0     |
| 2008-2009             | Wrexham FC            | Conference National   | 26          | 2           | 4                     | 0                     | -                              | -                              | -                              | -         | -         | -              | -              | 30    | 2     |
| 2009-2010             | Wrexham FC            | Conference National   | 23          | 1           | 3                     | 0                     | -                              | -                              | -                              | -         | -         | 1              | 0              | 27    | 1     |
| Sous-total            | Sous-total            | Sous-total            | 75          | 3           | 8                     | 0                     | -                              | -                              | -                              | -         | -         | 1              | 0              | 84    | 3     |
| 2010-2011             | Swansea City          | Championship          | 29          | 0           | 2                     | 0                     | -                              | -                              | -                              | 1         | 0         | 2              | 0              | 34    | 0     |
| 2011-2012             | Swansea City          | Premier League        | 36          | 0           | 2                     | 0                     | -                              | -                              | -                              | -         | -         | 6              | 0              | 44    | 0     |
| 2012-2013             | Swansea City          | Premier League        | 6           | 0           | -                     | -                     | -                              | -                              | -                              | -         | -         | 1              | 0              | 7     | 0     |
| 2013-2014             | Swansea City          | Premier League        | 10          | 0           | 4                     | 0                     | C3                             | 6                              | 0                              | -         | -         | 6              | 0              | 26    | 0     |
| 2014-2015             | Swansea City          | Premier League        | 34          | 0           | 2                     | 0                     | -                              | -                              | -                              | -         | -         | 9              | 0              | 45    | 0     |
| 2015-2016             | Swansea City          | Premier League        | 34          | 0           | -                     | -                     | -                              | -                              | -                              | -         | -         | 3              | 0              | 37    | 0     |
| 2016-2017             | Swansea City          | Premier League        | 11          | 0           | 2                     | 0                     | -                              | -                              | -                              | -         | -         | 10             | 1              | 23    | 1     |
| Sous-total            | Sous-total            | Sous-total            | 160         | 0           | 12                    | 0                     | -                              | 6                              | 0                              | 1         | 0         | 37             | 1              | 216   | 1     |
| 2016-2017             | Aston Villa           | Championship          | 14          | 0           | -                     | -                     | -                              | -                              | -                              | -         | -         | 1              | 0              | 15    | 0     |
| 2017-2018             | Aston Villa           | Championship          | 29          | 0           | 1                     | 0                     | -                              | -                              | -                              | -         | -         | 2              | 0              | 32    | 0     |
| 2018-2019             | Aston Villa           | Championship          | 31          | 0           | 3                     | 0                     | -                              | -                              | -                              | 3         | 0         | 1              | 0              | 38    | 0     |
| 2019-2020             | Aston Villa           | Premier League        | 14          | 0           | 4                     | 0                     | -                              | -                              | -                              | -         | -         | 1              | 0              | 19    | 0     |
| 2020-2021             | Aston Villa           | Premier League        | 1           | 0           | 3                     | 0                     | -                              | -                              | -                              | -         | -         | -              | -              | 4     | 0     |
| Sous-total            | Sous-total            | Sous-total            | 89          | 0           | 11                    | 0                     | -                              | -                              | -                              | 3         | 0         | 5              | 0              | 108   | 0     |
| 2021-2022             | Middlesbrough FC      | Championship          | 14          | 0           | 3                     | 0                     | -                              | -                              | -                              | -         | -         | -              | -              | 17    | 0     |
| Sous-total            | Sous-total            | Sous-total            | 14          | 0           | 3                     | 0                     | -                              | -                              | -                              | -         | -         | -              | -              | 17    | 0     |
| Total sur la carrière | Total sur la carrière | Total sur la carrière | 338         | 3           | 34                    | 0                     | -                              | 6                              | 0                              | 4         | 0         | 43             | 1              | 425   | 4     |